# Roper (Fahrzeughersteller)
Roper war ein US-amerikanischer Hersteller von Fahrzeugen.

## Unternehmensgeschichte
Sylvester H. Roper wohnte in Roxbury in Massachusetts. Ab 1859 experimentierte er mit Dampfmaschinen und Dampfmotoren. 1863 berichtete Scientific American erstmals über ein Kraftfahrzeug von Roper. Der Markenname lautete Roper. Weitere Fahrzeuge folgten, von denen einige auch verkauft wurden. Es gab sowohl Personenkraftwagen als auch Motorräder. 1896 starb Roper. Damit endete die Produktion. Insgesamt entstanden zehn Fahrzeuge.

## Fahrzeuge
Alle Fahrzeuge waren Dampfwagen. Das Fahrzeug von 1863 hatte vier Räder. Der offene Aufbau bot Platz für zwei Personen. Der Motor leistete 2 PS. Damit war eine Höchstgeschwindigkeit von 40 km/h möglich. Ein vierrädriges Fahrzeug wurde an W. W. Austen verkauft. Er präsentierte das Fahrzeug bei vielen Gelegenheiten an der Ostküste der Vereinigten Staaten. Das letzte vierrädrige Fahrzeug wurde 1894 an einen Unternehmer aus Boston verkauft. Viele der übrigen Fahrzeuge waren Motorräder.
Ein Auto ist erhalten geblieben. Es ist im Henry Ford Museum ausgestellt. Das Baujahr ist mit 1865 angegeben. Es hat einen Motor mit zwei Zylindern. Die Bohrung beträgt 95,25 mm und der Hub 254 mm. Das Fahrgestell hat 138 cm Radstand. Das Fahrzeug ist 254 cm lang, 160 cm breit und 147 cm hoch. Das Leergewicht betrug etwa 313 kg.